# Charleston (Schiff, 1941)
Die Charleston ist ein Fahrgastschiff.

## Geschichte
Das Schiff wurde ab 1938 für die von Rudolf Ippisch senior geleitete Traunseer-Schiffahrts-Gesellschaft in Österreich gebaut, damals noch ohne den geschlossenen Aufbau, den es mittlerweile besitzt. In Betrieb genommen wurde es am 10. Oktober 1941. Es trug zunächst den Namen Feuerkogel. Das Schiff wurde ähnlich gestaltet wie die beiden 1912 bei Lürssen gebauten Passagierschiffe Sonnstein und Karbach, hatte aber im Gegensatz zu diesen keinen Elektromotor, sondern wurde von einem Sechszylinder-Dieselmotor von Mercedes angetrieben. Ippisch ließ die Feuerkogel von seinem eigenen Personal nach den Bauplänen der Sonnstein bauen.
Als Rudolf Ippisch junior 1976 starb, wurde das Unternehmen samt allen damals noch genutzten Schiffen an Karl Eder verkauft, der seit Jahrzehnten mit Ippisch konkurriert hatte. Eder ließ die Sonnstein und die Karbach für Dieselbetrieb umrüsten und nutzte auch die Feuerkogel weiter. Nach seinem Tod übernahm sein Sohn Karlheinz die Schifffahrtsgesellschaft. Dieser ließ 1994/95 bei der Lux-Werft die Karl Eder bauen. Dieses Zweideckschiff für 232 Personen machte zahlreiche kleinere Schiffe des Betriebes überflüssig, die daher verkauft wurden, darunter auch die Feuerkogel.
Ab 1994 fuhr das Schiff unter dem Namen Neckarperle für die Personenschifffahrt Stumpf auf dem Neckar und wurde vor allem als Taxiboot genutzt, das zwischen Heilbronn und Sontheim verkehrte. Da dieser Betrieb nicht rentabel war, verkaufte Rüdiger Stumpf die Neckarperle im Jahr 2013 nach Berlin, wo sie den neuen Namen Charleston erhielt.
Im Frühjahr 2020 wurde die Charleston nach Eisenhüttenstadt weiterverkauft.
Der Name Neckarperle, den das Schiff von 1994 bis 2013 trug, wurde nicht nur einmal vergeben. In Heidelberg war von 1957 bis 1974 ebenfalls eine Neckarperle beheimatet.